# Dapanoptera candidata
Dapanoptera candidata är en tvåvingeart. Dapanoptera candidata ingår i släktet Dapanoptera och familjen småharkrankar.

## Underarter
Arten delas in i följande underarter:
- D. c. candidata
- D. c. opulenta